# Lào Cai
Lào Cai är en stad i norra Vietnam och är huvudstad i provinsen Lào Cai. Folkmängden i centralorten uppgick till cirka 100 000 invånare vid folkräkningen 2019. Staden ligger vid gränsen mot Kina och förstördes helt 1979 under kinesisk-vietnamesiska kriget men byggdes upp igen. Lào Cai har järnvägsförbindelse med Hanoi.